# Catharinea xanthopoda
Catharinea xanthopoda är en bladmossart som beskrevs av Jules Cardot 1909. Catharinea xanthopoda ingår i släktet Catharinea, klassen egentliga bladmossor, divisionen bladmossor och riket växter. Inga underarter finns listade i Catalogue of Life.